# Le Bourgeois gentilhomme (film, 1982)
Pour les articles homonymes, voir Le Bourgeois gentilhomme (homonymie).
Pour plus de détails, voir Fiche technique et Distribution.
Le Bourgeois gentilhomme est un film français de Roger Coggio sorti en 1982. Il s'agit de l'adaptation de la pièce homonyme de Molière.

## Synopsis
L'adaptation de Roger Coggio suit le texte de Molière, et donc l'intrigue de la pièce (voir celle-ci).

## Fiche technique
- Titre : Le Bourgeois gentilhomme de Molière (cf. générique)
- Réalisation : Roger Coggio
- Scénario : Roger Coggio, Bernard-G. Landry d'après la pièce homonyme de Molière (1670)
- Dialogues : Molière
- Photographie : Claude Lecomte
- Montage : Raymonde Guyot
- Coordinateur des combats et des cascades : Claude Carliez et son équipe
- Musique : Jean Bouchéty
Le générique du film est interprété par Michel Sardou
- Production : Roger Coggio
- Pays d'origine :  France
- Format : Couleurs - 1,85:1 - Dolby Digital
- Genre : comédie
- Durée : 135 minutes
- Date de sortie : France : 3 mars 1982

## Distribution
- Michel Galabru : M. Jourdain
- Rosy Varte : Mme Jourdain
- Christine Deschaumes : Lucile
- Élisabeth Margoni : Nicole
- Frank David : Cléonte
- Roger Coggio : Covielle
- Xavier Saint-Macary : Dorante
- Ludmila Mikaël : Dorimène
- Étienne Chicot : le maître de musique
- Pierre Gallon : le maître de danse
- Robert Manuel : le maître d'armes
- Jean-Pierre Darras : le maître de philosophie
- Mario Gonzalès : le maître tailleur
- Alain Salomon
- Christian Bonnet
- Didier Bourdon
- Gérard Richard
- Pierre Deny
- Corinne Lahaye
- Robert Le Béal
- Benoît Tessier
- Laure Casteil
- David Clair
- Claire Versane

## Autour du film
- Ce film marque les retrouvailles de Michel Galabru, Rosy Varte, Jean-Pierre Darras qui avaient tourné ensemble huit ans plus tôt dans Le Viager de Pierre Tchernia.
- Franck David s'était notamment fait connaître pour avoir joué dans un rôle semblable, celui de Cléante dans L'Avare (1980) de Jean Girault aux côtés de Louis de Funès.
- C'est la première apparition à l'écran de Didier Bourdon, qui débute alors au café-théâtre.